# Trichonida Lacus
Il Trichonida Lacus è una struttura geologica della superficie di Titano.